# Angélique de Saint-Jean Arnauld d'Andilly
Pour les articles homonymes, voir Arnauld et Famille Arnauld.
Ne doit pas être confondu avec Angélique Arnauld (religieuse).
Angélique de Saint-Jean Arnauld d'Andilly, née le 28 novembre 1624 et morte le 29 janvier 1684, est une religieuse janséniste française de Port-Royal.

## Biographie
Nièce d’Angélique Arnauld, Angélique de Saint-Jean Arnauld d'Andilly est entrée en 1641 comme religieuse au monastère de Port-Royal des Champs. Elle prononce ses vœux le 25 janvier 1644. Devenue sous-prieure en 1653, elle sera, comme ses quatre sœurs, très opposée au formulaire. Arrêtée en août 1664, elle sera retenue au couvent des Annonciades jusqu’en 1665. Privée de sacrements jusqu'à la paix clémentine en 1669, elle sera nommée abbesse en 1678.

## Mission littéraire
Son intelligence et sa grande capacité à appréhender le monde montrent que, dans une abbaye où l'abbesse refusait toute idée d'éducation pour ses « filles », une éducation a bien été possible. Jacqueline Pascal, en religion Jacqueline de Sainte-Euphémie, y est certainement pour beaucoup.
Angélique de Saint-Jean a organisé les écrits de Port-Royal en animant une véritable équipe éditoriale autour d'elle, constituée de religieuses comme elle. Pour constituer le recueil des lettres de l'abbesse défunte Angélique Arnauld, elle s'est associée à l'archiviste de l'abbaye Élisabeth de Sainte-Agnès Le Féron (1633-1706). Elle dressa ensuite les mémoires qui permirent à Dom Rivet de La Grange de composer son Nécrologe de l’Abbaye de Notre-Dame de Port-Royal des Champs en 1723. Elle a publié un récit de sa captivité (1711).

### Œuvres
- Aux portes des ténèbres : Relation de captivité, Préf. Sébastien Lapaque ; notes de Louis Cognet, Paris, Table ronde, 2005.  (ISBN 271032721X)
- Relation de captivité d'Angélique de Saint-Jean Arnauld d'Andilly, Paris, Gallimard, 1954 (avec une introduction de Louis Cognet).
- Mémoires pour servir à l'histoire de Port Royal ; et à la vie de la Révérende Mère Marie Angélique de Sainte Magdeleine Arnauld, Réformatrice de ce Monastère, Utrecht, [s.n.], 1742.
- Lettres de la mère Angélique de S. Jean à Mr. Arnaud, écrites depuis que la communauté fut transférée à Port-Royal des Champs jusqu'à la paix de l’Église, [s.l.s.n.], 1600-1699.
- Conférences de la mère Angélique de Saint Jean, abbesse, sur les constitutions du monastère, 1665.
- Examen de conscience des religieuses de Port Royal, 1772.